# Stars Are Blind
"Stars Are Blind" är en sång på Paris Hiltons album Paris och släpptes 2006 som singel och blev en stor hit.

## Låtlistor och format
Standart-singel
1. "Stars Are Blind" 3:57
2. "Stars Are Blind" [Tracy Does Paris Radio Remix] – 3:34

Maxisingel (Begränsad utgåva, med poster)
1. "Stars Are Blind"
2. "Stars Are Blind" Luny Tunes Remix (featuring Wisin & Yandel) – 4:17
3. "Stars Are Blind" [Tracy Does Paris Club Mix] – 9:12
4. "Stars Are Blind" [Chus & Ceballos Stereo Remix] – 8:13
5. "Stars Are Blind" [The Scumfrog's Extreme Makeover] – 9:00
6. "Stars Are Blind" [CD-Rom Video]

iTunes edition
1. "Stars Are Blind" [Luny Tunes Remix] (featuring Wisin & Yandel) – 4:16
2. "Stars Are Blind" [Chus & Ceballos Stereo Remix Edit] – 4:53
3. "Stars Are Blind" [The Scumfrog's Extreme Makeover Edit] – 4:57
4. "Stars Are Blind" [Tracy Does Paris Club Mix Edit] – 4:54
5. "Stars Are Blind" [Tracy Does Paris Dub Edit] – 4:58
6. "Stars Are Blind" [Tracy Does Paris Radio Remix] – 3:34

Promotional CD (Ingen försäljning)
1. "Stars Are Blind" [Single Version] – 3:57
2. "Stars Are Blind" [Luny Tunes Remix] (featuring Wisin & Yandel) – 4:18
3. "Stars Are Blind" [Tracy Does Paris Radio Remix] – 3:34
4. "Stars Are Blind" [Tracy Does Paris Club Mix] – 9:12
5. "Stars Are Blind" [Chus & Ceballos Stereo Remix] – 8:13
6. "Stars Are Blind" [Chus & Ceballos Stereo Dub] – 8:31
7. "Stars Are Blind" [The Scumfrog's Extreme Makeover] – 9:00
8. "Stars Are Blind" [Tracy Does Paris Dub] – 6:21
9. "Stars Are Blind" [Tracy Does Paris Mixshow] – 6:46

3AM & Tracey Cole CD-singel
1. "Stars Are Blind" [Almighty 7" Mix]
2. "Stars Are Blind" [Almighty 12" Mix]
3. "Stars Are Blind" [Almighty Dub]
4. "Stars Are Blind" [Almighty Instrumental]

## Listplaceringar
| Lista (2006)                    | Placering |
| ------------------------------- | --------- |
| Australiska ARIA-singellistan   | 7         |
| Österrikiska singellistan       | 3         |
| Armeniska singellistan          | 2         |
| Belgiska singellistan           | 14        |
| Brasilianska dancelistan        | 1         |
| Brasilianska singellistan       | 33        |
| Kanadensiska singellistan       | 3         |
| Chile Top 100 Airplay           | 14        |
| Colombianska singellistan       | 16        |
| Tjeckiska IFPI-listan           | 6         |
| Danska singellistan             | 5         |
| Dutch Top 40                    | 12        |
| Finländska singellistan         | 6         |
| Franska singellistan            | 34        |
| Tyska singellistan              | 7         |
| Grekiska singellistan Top 50    | 23        |
| Ungerska singellistan           | 1         |
| Japanska Top 20-listan          | 15        |
| Japanska Top 20-listan          | 15        |
| Latinamerikanska Top 40 Airplay | 15        |
| Latvian Airplay Top             | 4         |

| Lista (2006)                                | Placering |
| ------------------------------------------- | --------- |
| Italienska singellistan                     | 5         |
| Mexikanska nedladdningslistan               | 15        |
| Nyzeeländska RIANZ-listan                   | 12        |
| Norska singellistan                         | 6         |
| Flipinska Top 20                            | 4         |
| Ryska singellistan                          | 15        |
| Polska singellistan                         | 1         |
| Slovakiska Airplay Chart                    | 1         |
| Svenska singellistan                        | 3         |
| Schweiziska singellistan                    | 5         |
| Brittiska singellistan                      | 5         |
| U.S. Billboard Hot 100                      | 18        |
| U.S. Billboard Pop 100                      | 14        |
| U.S. Billboard Hot Dance Airplay            | 8         |
| U.S. Billboard Hot Dance Club Play          | 1         |
| U.S Rhythmic Top 40                         | 3         |
| U.S. CHR/Pop Radio                          | 18        |
| U.S. Bubbling Under Billboard Hot 100 Chart | 2         |
| U.S. Billboard Hot Dance Singles Sales      | 1         |
| Europeiska Top 100-singellistan             | 5         |
| United World Chart                          | 6         |